# محبوب (اسم)
محبوب هو اسم علم مذكر من أصل عربي، ومعناه هو الذي يحبه الآخرون لأخلاقه وعطفه.

## شخصيات تحمل الاسم
- محبوب الحق (عالم اقتصاد باكستاني، 22 فبراير 1934 – 16 يوليو 1998)
- محبوب جمعة (لاعب كرة قدم كويتي، 17 سبتمبر 1955 – )
- محبوب يحيى (لاعب كرة قدم بحريني، 4 أكتوبر 1995 – )

## وصلات خارجية
- موسوعة السلطان قابوس لأسماء العرب